# Tuo he
Il Tuo he (in cinese: 沱江; in pinyin: Tuó Jiāng) è un fiume nella provincia del Sichuan, in Cina. Si tratta di uno dei maggiori affluenti del Fiume Azzurro e la sua lunghezza è di circa 655 km. Il fiume Tuo he attraversa il Sichuan e luoghi come Jintang, Jianyang, Ziyang, Zizhong, Neijiang prima di confluire nel Fiume Azzurro nella città di Luzhou.
Tra febbraio e marzo 2004 fu oggetto di un grave caso di inquinamento causato da sversamenti fuoriusciti da una fabbrica di fertilizzanti, la Sichuan Chemical Limited Company.